# Климович, Андрей Васильевич
Андре́й Васи́льевич Климо́вич (бел. Андрэй Васілевіч Клімовіч; род. 27 августа 1988, Минск) — белорусский футболист, вратарь клуба «Ислочь».

## Карьера
Воспитанник ДЮСШ «РЦОП-БГУ». Первый тренер — Сергей Николаевич Лагун.
В 2006 году подписал профессиональный контракт с клубом «Звезда-БГУ» и сразу сыграл 20 матчей в Первой лиге. В 2007 году перешёл в минское «Динамо». Играл в аренде в клубах «Барановичи» и «Верас» (Несвиж), где провёл полноценный сезон в основе. 21 декабря 2010 года подписал контракт с брестским «Динамо». Рассматривался как основной вратарь, однако во втрой половине сезона 2011 проиграл конкуренцию Вадиму Деонасу, в сезоне 2012 — Валерию Фомичёву. В сезоне 2013 стал основным вратарём и сыграл во всех 32 матчах чемпионата.
В декабре 2013 года подписал двухлетний контракт с «Гомелем». 22 марта 2014 года в кубковом матче против «Днепра» допустил грубую ошибку, из-за которой «Гомель» уступил со счётом 1:2. После этого основным вратарём команды стал Николай Романюк, однако через некоторое время Климович вернул себе место в основе. Вызывался в национальную сборную Беларуси на сентябрьские матчи, но на поле не выходил.
В январе 2015 года перешёл в клуб «Минск». Стал основным вратарём команды. В феврале 2016 года продлил контракт с клубом. В сезоне 2016 сыграл во всех матчах, помог команде занять четвёртое место в чемпионате, установив новый рекорд — 19 «сухих» матчей в чемпионате за один сезон. Был признан лучшим вратарём чемпионата Беларуси 2016.
3 января 2017 заключил контракт с минским «Динамо». После неудачной игры Сергея Игнатовича в первом матче сезона занял место основного вратаря. 27 июля 2017 года ошибки Климовича привели к поражению в Лиге Европы от АЕКа (0:2), после чего Игнатович вернулся в основной состав, а Климович стал вторым вратарём. В конце сезона Андрей вновь стал появляться на поле. В декабре 2017 года по окончании контракта покинул «Динамо».
В 2018 году перешёл в солигорский «Шахтёр», с которым выиграл Кубок Беларуси 2019/20.
В августе 2019 года перебрался в Россию, где подписал контракт с клубом «Оренбург». Стал основным вратарём команды. В июне стало известно, что «Оренбург» не намерен продлевать контракт с вратарём. В июле пополнил состав краснодарской «Кубани».
Климович является членом Клуба белорусских вратарей, в который входят голкиперы, проведшие 100 и более является «сухих» матчей. В активе Климовича — одна из самых длинных «сухих» серий в истории чемпионатов Беларуси — 928 минут.

### В сборной
В августе 2014 года был вызван в национальную сборную, однако не дебютировал за неё. Позднее вызывался в сборную в качестве третьего вратаря. 12 июня 2017 года дебютировал в сборной, проведя все 90 минут в товарищеском матче против Новой Зеландии (1:0).

## Результат по сезонам
| Сезон   | Команда        | Кол-во игр | Кол-во голов |
| ------- | -------------- | ---------- | ------------ |
| 2006    | Звезда-БГУ     | 20         | −28          |
| 2007    | Динамо (Минск) | 0          | 0            |
| 2008    | Динамо (Минск) | 0          | 0            |
| 2009    | Барановичи     | 12         | −15          |
| 2010    | Верас (Несвиж) | 25         | −35          |
| 2011    | Динамо (Брест) | 10         | −15          |
| 2012    | Динамо (Брест) | 9          | −12          |
| 2013    | Динамо (Брест) | 32         | −41          |
| 2014    | Гомель         | 27         | −33          |
| 2015    | Минск          | 26         | −28          |
| 2016    | Минск          | 30         | −23          |
| 2017    | Динамо         | 17         | −9           |
| 2018    | Шахтёр         | 29         | −13          |
| 2019    | Шахтёр         | 17         | −12          |
| 2019/20 | Оренбург       | 20         | −32          |
| 2020/21 | Оренбург       | 35         | −26          |